# Aldhibah
Aldhibah eller Zeta Draconis (ζ Draconis, förkortad Zeta Dra, ζ Dra), som är stjärnans Bayer-beteckning, är en dubbelstjärna i mellersta delen av stjärnbilden Draken. Den har en magnitud av 3,17, är den femte ljusaste stjärnan i denna generellt svaga stjärnbild och är synlig för blotta ögat där ljusföroreningar ej förekommer. Baserat på parallaxmätning inom Hipparcosuppdraget på ca 9,9 mas, beräknas den befinna sig på ett avstånd av ca 330 ljusår (101 parsek) från solen.

## Nomenklatur
Zeta Draconis delar det arabiska namnet Al dhi'bah ("hyenorna") med flera andra stjärnor i stjärnbilden och delar namnet Al dhibain med Eta Draconis. Den är känd som Nodus III (Tredje knuten, knuten är en slinga i Drakens svans).
År 2016 organiserade Internationella astronomiska unionen en arbetsgrupp för stjärnnamn (WGSN) med uppgift att katalogisera och standardisera riktiga namn för stjärnor. WGSN fastställde i september 2017 namnet Aldhibah för Zeta Draconis A, vilket nu ingår i IAU:s Catalog of Star Names.

## Egenskaper
Primärstjärnan Zeta Draconis A är en blå till vit jättestjärna av spektralklass B6 III Den har en massa som är 2,7 gånger solens massa, en radie som är ca 2,3 gånger solens och avger ca 150 gånger mer energi än solen från dess fotosfär vid en effektiv temperatur på ca 13 400 K.
Den norra himmelspolen är belägen ungefär halvvägs mellan Delta Draconis och Zeta Draconis. Den norra ekliptiska polen sammanfaller nästan med den sydliga himmelspolen för Venus. Zeta Draconis är också den norra polstjärnan för Jupiter.